# Antonio Pitaro
Antonio Pitaro (Borgia, 31 agosto 1767 – Parigi, 28 luglio 1832) è stato un medico e scienziato italiano.
Dottore in tutte le scienze, letterato e accademico, ha insegnato medicina all'università di Salerno, Napoli e alla Sorbona di Parigi.
Medico della famiglia Buonaparte, le sue opere abbracciano argomenti fra i più disparati.  A Parigi gli è stato eretto un monumento in una villa cittadina, per eternarne l'opera e l'ingegno.

## Biografia

### Le incertezze sulla data di nascita
Antonio Pitaro nacque a Borgia (Italia) da Saverio e Rosa Febrajo. La data di nascita non è certa: numerose notizie biografiche si trovano in disaccordo tra loro; inoltre, lo stesso Pitaro nel corso della sua vita dichiarò nomi diversi e cambiò la sua età ripetutamente, accrescendo la sensazione di mistero ed enigmaticità intorno alla sua figura. Per di più, il registro battesimale della parrocchia di Borgia non può essere considerato una fonte affidabile, poiché esso fu riscritto in base a ricordi e annotazioni, dopo essere stato distrutto nell'incendio che seguì al terremoto che rase al suolo il paese nel 1783. Tuttavia, l'ipotesi più accreditata è che sia nato nel 1767.

### La famiglia e i primi studi
Pitaro fece parte di una famiglia distinta. Iniziò i suoi studi con grande profitto nel seminario arcivescovile di Squillace (che a quel tempo era l'unico centro di formazione), sebbene non manifestasse una chiara vocazione religiosa. Subì, inoltre, l'influenza del padre e ne seguì spesso gli insegnamenti. La figura di Saverio Pitaro è spesso menzionata dal figlio nei suoi scritti scientifici: viene infatti descritto come rigoroso uomo di scienza e le sue opinioni vengono frequentemente riportate per avvalorare le osservazioni fatte.

### Il soggiorno a Napoli e la rivoluzione del 1799
Pitaro, dopo aver fatto rapidi progressi nelle scienze naturali, si trasferì a Napoli, capitale del Regno, per intraprendere gli studi di medicina. Si laureò giovanissimo presso l'antica e celebre Università di Salerno e, già nel 1788, a soli 21 anni, fu docente all'Ospedale del Corpo Reale di Artiglieria di Napoli. L'attività scientifica di Pitaro a Napoli fu intensa e frenetica; proprio grazie ai suoi numerosi lavori, egli raggiunse una credibilità notevole in campo accademico, nonché un'altissima reputazione.
Nel 1799, fu proclamata la Repubblica Napoletana; durante questo periodo, si hanno poche notizie sull'attività scientifica di Pitaro. Alcune fonti riportano che la sua consulenza fu richiesta per esaminare una palla incendiaria inglese ritrovata da truppe francesi; in questa stessa occasione, viene elogiato per le sue competenze e per l'acume delle sue analisi sulla composizione dell'ordigno; viene inoltre acclamato per essere stato in grado di ottenere, tramite esperimenti, un modello con capacità incendiarie e distruttive superiori. L'importanza di questo episodio è testimoniata dal fatto che l'ammiraglio Francesco Caracciolo si servì dell'ordigno ricostruito e migliorato da Pitaro nei combattimenti contro gli inglesi.
Il ruolo politico di Pitaro nella rivoluzione è comunque piuttosto ambiguo.
Con l'intervento congiunto del Cardinale Ruffo, Horatio Nelson e delle truppe russe e turche, la Rivoluzione napoletana si avviò a rapida conclusione. Molti intellettuali e sostenitori della neo-Repubblica furono giustiziati o imprigionati e anche Pitaro fu condannato e recluso nelle carceri di Castel dell'Ovo, da cui riuscì abilmente ad evadere, si dice travestito da donna, e a fuggire sull'isola di Capri. Da questo momento egli risultò bandito dal regno di Napoli: inizia pertanto il suo lungo esilio, che lo porterà a vivere a Parigi per il resto della sua vita.

### L'esilio a Parigi e la morte
Poco dopo il suo arrivo a Parigi, Pitaro si dedicò agli studi e all'esercizio della medicina pratica, in cui acquistò ben presto una buona reputazione. La sua condotta, in questo periodo, deve essere stata piuttosto equivoca: viene infatti riportato il suo nome in una lista di esuli costantemente sorvegliati dalla polizia (considerati cioè al pari di nemici della Francia imperiale). Frequentò, inoltre, delle amicizie poco raccomandabili; tuttavia, si dimostrò al contempo accorto e riuscì ben presto ad introdursi nei salotti parigini, e in particolare nel salotto di Maria Letizia Ramolino, madre di Napoleone, finendo col divenire medico di quest'ultima.
La fama, le importanti amicizie e la protezione dalla polizia che ottenne, in questo periodo, gli permisero di affrontare con tranquillità anche i radicali cambiamenti della Restaurazione.
Si spense a Parigi nel 1832 e, nonostante la buona fama raggiunta, la sua fu una morte senza clamori: ciò è probabilmente dovuto sia all'insieme di fattori (quali le rivolte, e il dilagare del colera), che tenevano l'intera città col fiato sospeso, sia alla perdita progressiva, da parte di Pitaro, delle facoltà mentali e delle capacità fisiche, che determinarono un suo rapido allontanamento dagli amici e dal centro della cultura del Paese.

## Gli scritti scientifici

### Le prime opere: studi chimico-fisici
Sebbene Pitaro inizia i suoi studi e le sue osservazioni fin da giovanissima età nel suo paese natio, si deve attendere l'ultimo decennio del Settecento per le sue prime pubblicazioni. Nel 1794, egli presenta i risultati dei suoi lunghi lavori sulle ceneri vulcaniche nel saggio Esposizione delle sostanze costituenti la cenere vulcanica caduta in quest'ultima eruzione del 16 del prossimo passato di Giugno: il lavoro e l'esposizione sono condotti da Pitaro, seguendo accurati criteri rigorosamente scientifici, con il supporto di innovative tecniche di laboratorio; dopo una dettagliata analisi chimico-fisica delle ceneri, l'autore si sofferma in un'energica polemica contro coloro che eseguono il lavoro e le osservazioni in maniera troppo imprecisa e frettolosa. Il suo secondo saggio, Lettera analitico-chimica sul carbon fossile ritrovato in provincia di Salerno, viene pubblicato nel 1796; anche in quest'opera si possono rintracciare una notevole accuratezza nel metodo di lavoro e l'impiego di tecniche e strumenti allestiti appositamente per questo studio. Nel 1797, invece, viene pubblicata l'analisi di un fenomeno atmosferico, sotto forma di lettera, sul "Giornale Letterario" di Napoli: Descrizione di una meteora ignea comparsa sull'orizzonte di Napoli in Agosto 1797. L'autore rivela di aver notato una forte variazione di temperatura ed una particolare attività elettrica nell'aria durante l'osservazione del fenomeno: procede, perciò, ad esporre congetture ed analisi, citando anche altre osservazioni del fenomeno, fatte in altre zone del Regno. 

### Trattati medici e memorie scientifiche
Nel 1805, viene pubblicato a Parigi "'Considérations et expériences sur la tarentule"; nel libro, scritto in francese, Pitaro espone le osservazioni giovanili, fatte molti anni prima a Borgia, sulle conseguenze del morso della tarantola ed indica la musica come rimedio contro il tarantismo: sostiene, infatti, che essa è la migliore terapia per l'uomo, ma i suoi effetti sono molto difficili da spiegare. L'autore formula anche alcune teorie sull'effetto della terapia del suono sul comportamento umano, soffermandosi ad analizzare le varie tipologie di ritmi in funzione degli stimoli percettivi, che possono provocare nella persona stimoli e suggestioni diverse. Dell'anno seguente, è un libro di raccolta di memorie scientifiche, "Parallèle physico-chimique"; l'opera, scritta in francese, fu data alle stampe in tutta fretta e presenta diverse imprecisioni: ad esempio, manifesta una evidente scarsa attenzione nella stesura e nella presentazione delle parti, tanto che, per quanto riguarda diverse voci, l'indice non corrisponde al contenuto o all'ordine delle memorie. Il volume può essere diviso in due parti: la prima si apre con una dissertazione sui "fluidi invisibili", sul galvanismo e su Alessandro Volta e si conclude con il saggio sul tarantismo pubblicato separatamente l'anno precedente; la seconda parte è costituita da alcune altre memorie, di cui la principale è intitolata "Introduzione alle ricerche sui fenomeni e le cause di morte apparente": in essa, Pitaro descrive esperienze personali maturate durante l'esercizio della professione medica, a diretto contatto con i pazienti che presentavano i sintomi della morte apparente e sui quali applicava due pratiche di soccorso: il galvanismo metallico e l'introduzione di aria dai polmoni; in particolare, per quanto riguarda la prima pratica, Pitaro afferma di aver soccorso diverse persone apparentemente morte e di averle aiutate a "tornare in vita" grazie alle stimolazioni del galvanismo metallico; inoltre, a causa della sempre maggiore difficoltà delle ricerche sull'uomo, a causa della mancanza di nuovi cadaveri, Pitaro sostiene di aver proseguito con profitto le sue sperimentazioni, utilizzando animali che preparava per le ricerche, mediante annegamento nell'acqua o per strangolamento con un laccio. Il medico asserisce, inoltre, che l'intervento terapeutico, per essere efficace, deve essere praticato con estrema immediatezza, cioè quando organi e apparati ancora non hanno sofferto danni irreversibili. Vengono poi riportati casi di applicazione del suddetto metodo da parte di altri medici. L'autore conclude, infine, la memoria, sostenendo che la forza di volontà, lo spirito, lo stato d'animo e il temperamento di un individuo possono condizionare la reattività e la fisicità del suo corpo e, dunque, la sua ripresa dallo stato di morte apparente. Tra le altre, è presentata una memoria molto importante in questa seconda sezione, "Ricerche e osservazioni fatte alla Grotta dell'Arco dell'isola di Capri": in essa, Pitaro riporta gli studi fatti durante gli anni di insegnamento a Napoli, quando analizzò la composizione di una sostanza nera presente sulle pareti della grotta. In questo caso, è interessante scoprire che l'autore fece costruire un modello in miniatura della stessa grotta in uno dei cortili dell'Ospedale del Corpo di Artiglieria, con tanto di insetti, molluschi e altri animali in vita, per riprodurre le condizioni ambientali in cui si formava la caratteristica sostanza.

### Il trattato sulla produzione della seta
La sua ultima pubblicazione scientifica, forse una tra le più importanti, fu quella sulla produzione della seta: "La Science de la sétifère ou l'art de produire la soie"; qui egli decise di fare tesoro delle conoscenze apprese durante la gioventù a Borgia e nei centri vicini, dove solitamente le tecniche di produzione della seta erano avanzate. Secondo l'editore, Pitaro impiegò 30 anni per ultimare la stesura dell'opera, che fu, dunque, attentamente strutturata e documentata. Il saggio fu diviso in tre parti: la prima fu dedicata alla coltura del gelso, trattando la storia naturale dell'albero, la descrizione botanica e le sue caratteristiche, a cui l'autore aggiunse numerose osservazioni personali, tratte dalle sue esperienze giovanili in Calabria. Nella seconda parte, molto innovativa, trattò le malattie del baco da seta, includendo i risultati di numerosi esperimenti atti a stabilire i provvedimenti da adottare per proteggere i bachi dalle malattie. In questa parte, si rivelano appieno le abilità di osservatore, medico e biologo di Pitaro. Nella parte finale, furono descritte con estrema correttezza le procedure di preparazione dei bozzoli, arricchite di consigli per rendere ottimali le produzioni di seta. L'opera, che fu ulteriormente suddivisa in sottocapitoli per permettere un'analisi maggiormente dettagliata, suscitò l'entusiasmo dei cultori di gelsi più esperti. 

## Gli scritti letterari
Dal 1811, Pitaro si diede anche alla letteratura, stabilendo forti legami con letterati come Gaspare Mollo e Petronj. Il medico tornò alla letteratura nel 1832, forse trascinato dall'alta reputazione di cui godevano in Francia i letterati italiani: egli compose un poema contro la tirannia e per la libertà dei popoli, "L'ombra di Washington al sepolcro di Giorgio Canning"; si tratta di un'opera in 18 canti, in cui l'autore immagina lo spirito di George Washington, davanti al sepolcro dello statista inglese George Canning, che riflette su temi quali la tirannia, la libertà, l'indipendenza, e molti altri. Se da un lato l'atteggiamento apertamente antiaustriaco testimonia un contesto ideologico tipicamente italiano (basti pensare a Ugo Foscolo), l'atteggiamento di aspra ostilità verso gli inglesi è invece indice di profonde influenze culturali francesi. Nel poema sono inoltre presenti dei versi musicati dal compositore Ferdinando Paër. La seconda edizione dell'opera fu ampliata con una raccolta intitolata "Poesie elegiache"; il primo componimento, intitolato "La lampada del generale Foy", è di particolare importanza: nel descrivere i momenti del trapasso di Foy, il poeta-medico riuscì a coniugare poesia e medicina, portando in versi il quadro clinico della morte di un uomo.